# قرار مجلس الأمن التابع للأمم المتحدة رقم 2166
قرار مجلس الأمن التابع للأمم المتحدة رقم 2166، المتخذ بالإجماع في 21 يوليو 2014.